# Cameron Piper
Cameron Piper (né le 16 octobre 1991 à Big Bear Lake en Californie) est un coureur cycliste américain.

## Biographie
En 2016, Cameron Piper s'impose notamment sur le contre-la-montre des champions des États-Unis amateurs. L'année suivante, il rejoint l'équipe continentale américaine Illuminate. Dans le calendrier national, il termine notamment deuxième de la Chico Stage Race, tout en ayant remporté l'étape contre-la-montre. Il se classe également huitième du championnat des États-Unis du contre-la-montre et de la Cascade Classic au niveau UCI. En fin de saison, il termine quatrième du difficile Taiwan KOM Challenge, remporté par Vincenzo Nibali, et participe au Tour du Rwanda, sa première course disputée sur le continent africain, où il se classe 3e, 6e et 8e d'étapes.
En 2018, il se distingue de nouveau en Asie en terminant deuxième d'une étape du Tour de Taïwan, cinquième du Taiwan KOM Challenge et dixième du Tour du Japon.

## Palmarès
- 2016
  -  Champion des États-Unis du contre-la-montre amateurs
  - Bariani Road Race
  - Copperopolis Road Race
  - Mount Diablo Hill Climb Time Trial
- 2017
  - 3e étape de la Chico Stage Race (contre-la-montre)
  - Patterson Pass Road Race
  - 2e de la Chico Stage Race
- 2018
  - 2e étape de la Sea Otter Classic
- 2019
  - 2e étape de la Sea Otter Classic
  - Tour de Taiyuan :
    - Classement général
    - 1re étape
- 2022
  - 2e étape de la Sea Otter Classic

## Classements mondiaux
| Année                                 | 2017  | 2018  | 2019  |
| ------------------------------------- | ----- | ----- | ----- |
| Classement mondial                    | 2204e | 1648e | 1182e |
| UCI Asia Tour                         | 535e  | 293e  |       |
| UCI America Tour                      | 376e  | nc    | 157e  |
| UCI Africa Tour                       | nc    | 282e  |       |
|                                       |       |       |       |
| Légende : nc = non classéSource : UCI |       |       |       |